# گوردون سالکیلد
گوردون سالکیلد (انگلیسی: Gordon Salkilld؛ ‏ ۹ مهٔ ۱۹۲۷ – ۱۴ مهٔ ۲۰۰۳) بازیگر اهل بریتانیا بود.
از فیلم‌ها یا مجموعه‌های تلویزیونی که وی در آن‌ها نقش داشته‌است، می‌توان به پوآرو اشاره نمود.